# Estampida de Saná
La estampida de Saná fue una avalancha humana que tuvo lugar el 19 de abril de 2023 en la Ciudad Vieja de Saná, la capital de Yemen, después de que la gente se reuniera frente a una escuela para recibir la limosna tradicional de Zakat al-Fitr antes del final del Ramadán. Los disparos de la milicia Houthi, supuestamente para controlar a la multitud, provocaron una explosión accidental y pánico. Al menos 90 personas murieron y 322 personas resultaron heridas en el aplastamiento que siguió.

## Antecedentes
En 2012, el presidente yemení Ali Abdullah Saleh, que gobernó durante 31 años, fue derrocado durante la revolución yemení.  El Yemen posterior a la revolución sufrió una serie de incidentes y el movimiento Houthi respaldado por Irán capturó grandes extensiones de territorio de las fuerzas gubernamentales, lo que ha llevado a la guerra civil yemení en curso, considerada una guerra de poder entre Arabia Saudita e Irán. A partir de abril de 2023, el país se ha sumergido en "una de las crisis humanitarias más grandes del mundo" según UNICEF. Según una estimación del Alto Comisionado de las Naciones Unidas para los Refugiados de marzo de 2023, al menos el 80 % o 21,6 millones de personas en Yemen necesitan asistencia humanitaria, lo que representa casi dos tercios de la población del país.

## Estampida
La aglomeración ocurrió el 19 de abril de 2023, alrededor de las 20:20 frente a una escuela en la Ciudad Vieja de Sanaa, dos días antes de Eid al-Fitr, el final del Ramadán, cuando cientos de personas se reunieron con la esperanza de recibir alrededor de 5000 riales yemeníes (alrededor de US$9) por persona como Zakat al-Fitr, de un comerciante local en un evento de distribución de ayuda financiera en Sanaa, controlada por los hutíes. Según testigos presenciales, durante la distribución de la ayuda, la milicia Houthi de la administración de facto disparó al aire en un intento de controlar a la multitud, golpeando accidentalmente un cable eléctrico, lo que hizo que explotara, creando un pánico que provocó el colapso de la multitud. La multitud incluía mujeres y niños, y consistía principalmente en personas de bajos ingresos que se habían reunido para el evento organizado por comerciantes.
Según Motaher al-Marouni, un alto funcionario de salud, al menos 90 personas murieron y 13 resultaron gravemente heridas, según informó el canal de televisión Al-Masirah de los huzíes. Hamdan Bagheri, subdirector del Hospital al-Thowra de Sanaa, afirmó que el hospital recibió al menos 73 heridos. Al menos 322 personas resultaron heridas. Tras el incidente, los huzíes cerraron rápidamente la escuela y negaron el acceso a las personas, incluidos los periodistas. Dos organizadores del evento fueron detenidos.